# Neşet
Neşet ist ein türkischer männlicher Vorname arabischer Herkunft. In Mazedonien und Albanien tritt die Form Neset auf.

## Namensträger
- Neşet Erol (* 1946), türkischstämmiger Kinderbuchautor, Dramatiker und literarischer Übersetzer
- Neşet Ertaş (1938–2012), türkischer Sänger und Komponist

Außerdem ist Neset der Familienname folgender Personen:
- Marius Neset (* 1985), norwegischer Jazzsaxophonist